# Mauro Rodrigues
Pour les articles homonymes, voir Rodrigues (homonymie).
Mauro Rodrigues, né le 15 avril 2001 à Coimbra, est un footballeur bissaoguinéen qui évolue au poste d'ailier au Yverdon Sport FC.

## Biographie
Né à Coimbra au Portugal, Mauro Rodrigues y vit jusqu'à ses 3 ans, âge auquel lui et sa mère déménagent en Suisse, à Loèche-les-Bains. Arrivé dans le canton du Valais en parlant seulement portugais, il devient par la suite trilingue, en parlant également français et haut-valaisan.

### Carrière en club
Ayant commencé à jouer au foot dans sa ville d'adoption, Rodrigues commence à être suivi par des clubs de Super League dès l'âge de 11 ans, notamment le FC Thoune et le FC Sion, choisissant finalement de rejoindre ce dernier dans le courant de la saison 2014-15.
Ayant fait ses débuts professionnels avec le club de Sion le 12 septembre 2020, lors d'une victoire 3-0 en Coupe de Suisse chez le FC Schötz (en), il signe son premier contrat professionnel avec le FC Sion le 21 février 2021.
Le FC Sion le prête au Yverdon Sport FC pour la saison 2022-2023.

### Carrière en sélection
Il fait ses débuts avec la Guinée-Bissau le 30 mars 2021 lors d'une victoire 3-0 contre le Congo, lors des qualifications pour la CAN 2021.
Mauro Rodrigues dispute sa première compétition internationale lors de la Coupe d'Afrique des nations 2021 au Cameroun. En décembre 2023, il est retenu dans la liste des vingt-cinq joueurs bissao-guinéens sélectionnés par Baciro Candé pour disputer la Coupe d'Afrique des nations 2023.